# Bill Doran

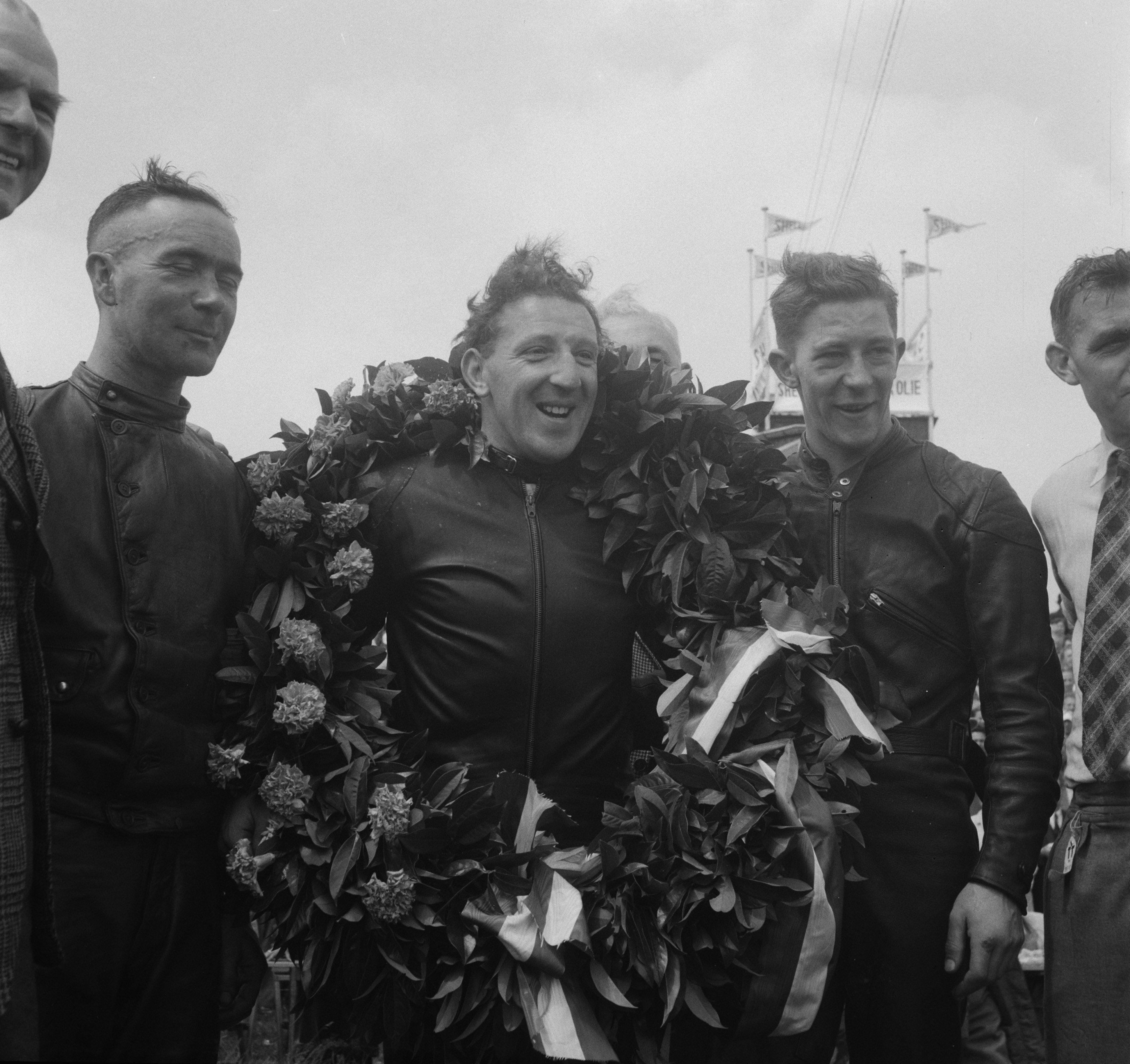
Bill Doran in 1951

William "Bill" Doran (12 november 1916-1973) was een Brits motorcoureur. Zijn beste seizoen was dat van 1951, toen hij de 350cc TT van Assen won en in de 350cc klasse tweede in het wereldkampioenschap wegrace werd.

## Carrière
Bill Doran reed al in 1946 zowel in de 350- (Junior) als de 500cc (Senior) klasse van de Manx Grand Prix, maar hij werd slechts 22e in de Junior race en 23e in de Senior race. In 1947 viel hij in de Junior race uit, maar in de Senior race werd hij 7e. Al deze wedstrijden reed het met  Nortons. In 1948 stapte hij over naar de belangrijkere Isle of Man TT. In de Junior TT werd hij 27e met een AJS 7R, maar in de Senior TT werd hij met een Norton Manx 2e.
In 1949, het eerste jaar van het wereldkampioenschap wegrace, startte Doran in de 350cc klasse met een AJS 7R alleen in de Junior TT, waar hij uitviel, en de GP van Zwitserland, waar hij 3e werd. In het WK werd hij slechts gedeeld 7e. In de 500cc klasse kreeg hij voor de Senior TT de beschikking over de AJS E90 "Porcupine", maar hij werd er slechts 8e mee. In Zwitserland en Nederland reed alleen Leslie Graham met de Porcupine, maar in België kreeg Bill Doran opnieuw zo'n machine waarmee hij de race ook won. Met nog een 4e plaats in de Ulster Grand Prix en een 3e plaats in de GP des Nations eindigde hij als 4e in het allereerste wereldkampioenschap, dat door zijn teamgenoot Graham werd gewonnen. Tijdens een avondtraining voor de Isle of Man TT van 1950 viel hij met een AJS in de buurt van Ballig Bridge. Hij had diverse sneden, bloeduitstortingen en een gebroken been. De bocht waar dit gebeurde werd daarna Doran's Bend genoemd. Bill Doran verscheen in het hele seizoen niet meer aan de start.
In 1951 was Les Graham naar MV Agusta vertrokken en Bill Doran was nu de eerste rijder voor de 500cc AJS. De machine was tamelijk onbetrouwbaar gebleken en Doran kwam als beste AJS-coureur niet verder dan een 4e plaats in het wereldkampioenschap. De AJS E90 was niet meer opgewassen tegen de Norton Manx, die inmiddels voorzien was van het superieure featherbed frame en de Gilera 500 4C, die door Franco Passoni en Piero Taruffi verbeterd was. Bill Doran won wel de 350cc TT van Assen. In het begin van 1952 viel Bill Doran opnieuw tijdens de donderdagavondtraining van de Isle of Man TT bij Glen Helen, niet ver van de naar hem genoemde Doran's Bend. Hierbij liep hij een hersenschudding op. Hij had toen slechts één race met de nieuwe, door Harry Hatch ontwikkelde AJS E95 gereden: in Zwitserland was hij 2e geworden achter zijn teamgenoot Jack Brett. In 1953 startte Bill Doran alleen nog op het eiland Man en in Assen. Op Man werd hij zowel in de Junior- als de Senior TT 5e, in Assen in de 350- en de 500cc klasse 6e. De AJS E95 bleek al net zo kansloos als zijn voorganger: Rod Coleman was de beste AJS-coureur in de 500cc klasse maar hij eindigde het seizoen slechts als 10e.
Na een ernstige val beëindigde hij zijn carrière. Bill Doran overleed in september 1973 aan een hartstilstand.

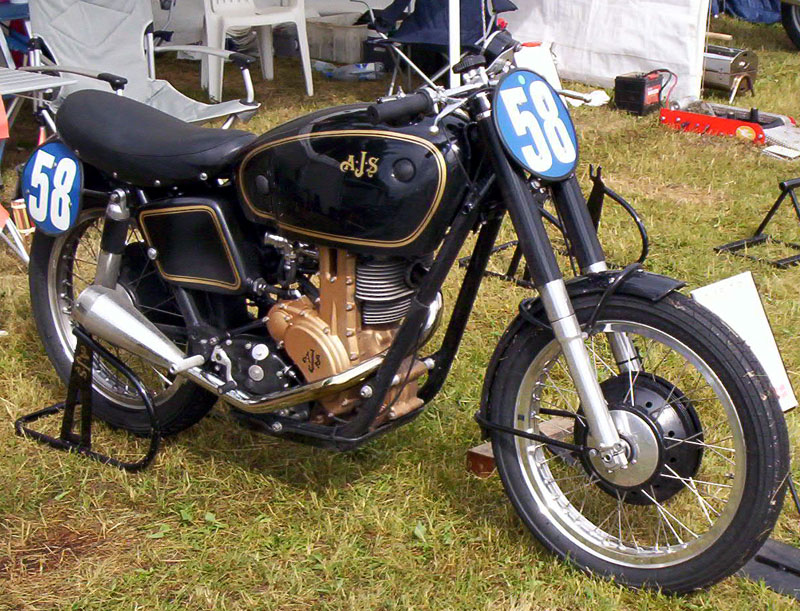
AJS 7R

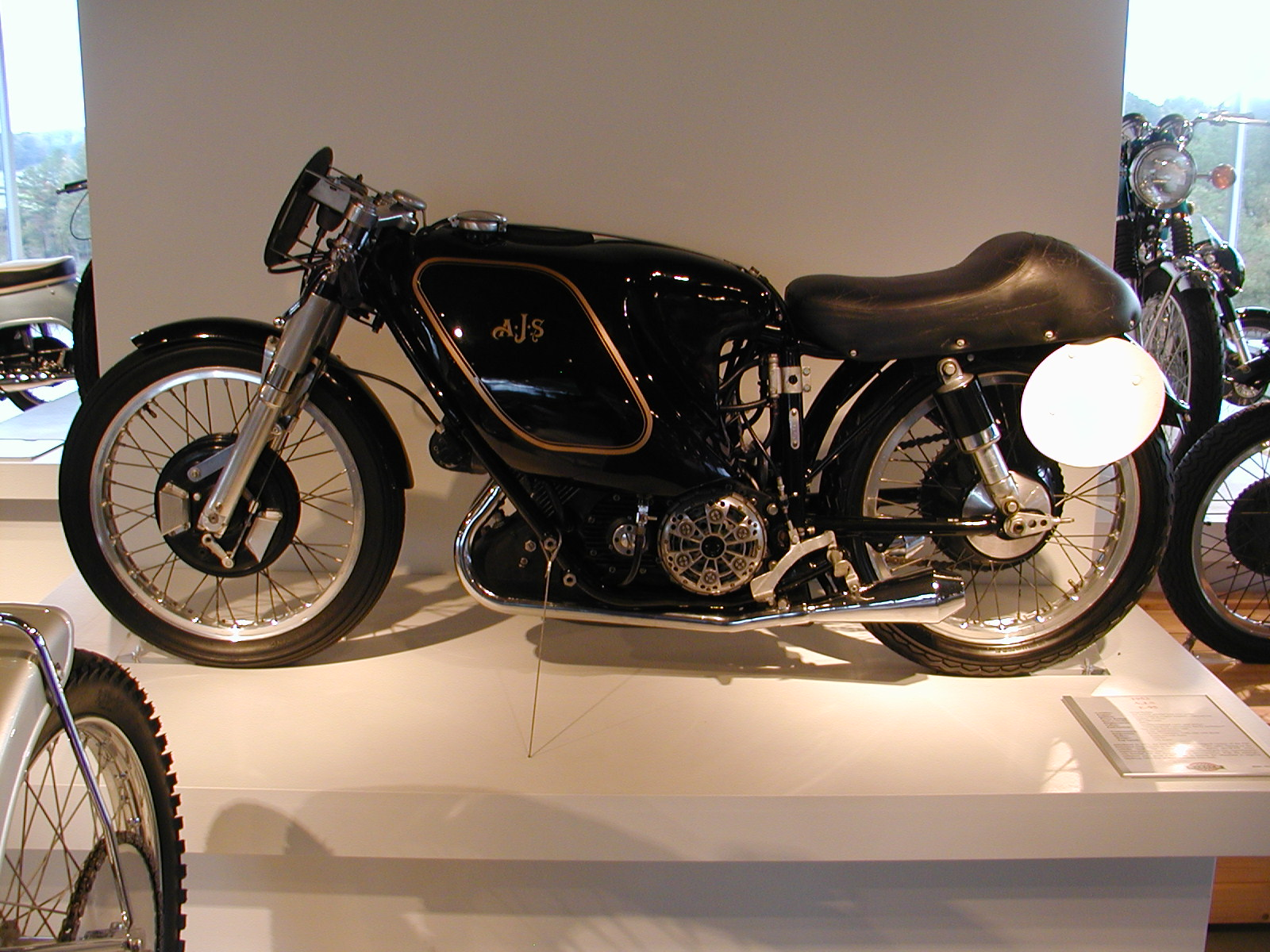
AJS E95

## Resultaten in het wereldkampioenschap wegrace
| Jaar | Klasse | Team | 1      | 2     | 3      | 4     | 5     | 6     | 7     | 8     | 9     | Punten | Plaats | Overwinningen |
| ---- | ------ | ---- | ------ | ----- | ------ | ----- | ----- | ----- | ----- | ----- | ----- | ------ | ------ | ------------- |
| 1949 | 350cc  | AJS  | IOM NC | ZWI 3 | NED -  | BEL - | ULS - |       |       |       |       | 7      | 10e    | 0             |
| 1949 | 500cc  | AJS  | IOM 8  | ZWI - | NED -  | BEL 1 | ULS 4 | NAT 3 |       |       |       | 23     | 4e     | 1             |
| 1951 | 350cc  | AJS  | SPA -  | ZWI - | IOM NC | BEL 5 | NED 1 | FRA 3 | ULS 5 | NAT 4 |       | 19     | 2e     | 1             |
| 1951 | 500cc  | AJS  | SPA -  | ZWI - | IOM 2  | BEL - | NED - | FRA 2 | ULS 6 | NAT 6 |       | 14     | 4e     | 0             |
| 1952 | 500cc  | AJS  | ZWI 2  | IOM - | NED -  | BEL - | DUI - | ULS - | NAT - | SPA - |       | 6      | 12e    | 0             |
| 1953 | 350cc  | AJS  | IOM 5  | NED 6 | BEL -  | DUI - | FRA - | ULS - | ZWI - | NAT - |       | 3      | 14e    | 0             |
| 1953 | 500cc  | AJS  | IOM 5  | NED 6 | BEL -  | DUI - | FRA - | ULS - | ZWI - | NAT - | SPA - | 3      | 13e    | 0             |